# St. James' Park
St. James Park je nogometni stadion u Newcastle upon Tyneu na kojem igra Newcastle United. Ukupan kapacitet stadiona je 52,381 mjesta.   
Stadion je izgrađen 1892., te je najstariji stadion u sjeveroistočnoj Engleskoj. Treći je najveći stadion Premier lige, te sedmi najveći britanski stadion. Ima četiri tribine: tribine Leazes Gate i Gallowgate End, Istočnu tribinu, te tribinu Milburn, na kojoj su najvatreniji navijači Newcastlea, Toon Army. Stadion se povremeno koristi i za utakmice engleske nogometne reprezentacije, na njemu je igrano europsko prvenstvo 1996., te će se na njemu odigrat utakmice nogometnog turnira na Olimpijskim Igrama 2012.
2011. je vlasnik Newcastle United dao u koncesiju ime stadiona Sport direkt kompaniji koja godišnje plaća za to 8 mil. funti. Ugovor traje dok klub ne nađe nekog novog sponzora za naziv stadiona.

## Međunarodne utakmice
| Datum              |           | Rezultat |             | Natjecanje                                |
| ------------------ | --------- | -------- | ----------- | ----------------------------------------- |
| 18. ožujka 1901.   | Engleska  | 6-0      | Wales       | Britansko prvenstvo                       |
| 6. travnja 1907.   | Engleska  | 1-1      | Škotska     | Britansko prvenstvo                       |
| 15. studenog 1933. | Engleska  | 1-2      | Wales       | Britansko prvenstvo                       |
| 9. studenog 1938.  | Engleska  | 4-0      | Norveška    | Prijateljska                              |
| 10. lipnja 1996.   | Rumunjska | 0-1      | Francuska   | Euro 1996.                                |
| 13. lipnja 1996.   | Bugarska  | 1-0      | Rumunjska   | Euro 1996.                                |
| 18. lipnja 1996.   | Francuska | 3-1      | Bugarska    | Euro 1996.                                |
| 5. rujna 2001.     | Engleska  | 2-0      | Albanija    | Kvalifikacije za Svjetsko prvenstvo 2002. |
| 18. kolovoza 2004. | Engleska  | 3-0      | Ukrajina    | Prijateljska                              |
| 30. ožujka 2005.   | Engleska  | 2-0      | Azerbajdžan | Kvalifikacije za Svjetsko prvenstvo 2006. |

## Vanjske poveznice
- Newcastlova službena stranica  Arhivirana inačica izvorne stranice od 7. rujna 2008. (Wayback Machine)